# Maun Airport
Maun Airport (IATA: MUB, ICAO: FBMN) is de internationale luchthaven van Maun, Botswana. Het is een belangrijk deel voor de infrastructuur en geldt als ingang voor de Okavangodelta en het Moremi Game Reserve. Andere populaire toeristenplaatsen zoals nationaal park Chobe en de Makgadikgadizoutvlaktes zijn ook op rijafstand. Maun Airport ligt 3 km van de stad af en is bereikbaar per bus.

## Luchtvaartmaatschappijen en Bestemmingen
- Air Botswana - Gaborone, Johannesburg, Kasane
- Air Namibia - Windhoek
- Airlink - Johannesburg en Kaapstad